# 中华人民共和国中央人民政府之印
中華人民共和國中央人民政府之印，也称「开国大印」，是中华人民共和国在1949年到1959年间使用的国印，後因第一届全国人民代表大会中通過以国务院取代原先中央人民政府作為國家最高權力的執行機關條文，故廢止使用，後將其收藏于中国国家博物馆。
这枚印章是由张樾丞设计的。1949年，张樾丞曾为周恩来、朱德和北京市人民政府刻过印章。齐燕铭推荐张樾丞来设计该印，随后张樾丞提交了多种设计方案，用隶书、宋体、秦篆和汉篆四种不同的字体来刻制印章，中央人民政府主席毛泽东最后选择了宋体的设计。

## 设计
中华人民共和国中央人民政府之印主要由黄铜铸成，兑以少许铵。此印章体为正方形，手柄为圆柱形。其柄高10.9厘米，章体2.5厘米厚，总高13厘米。章体长宽4.5厘米，周长18厘米。除印文外此印没有任何花纹雕刻，不过手柄上有个凹处方便抓握。宋体被选作其印文“中華人民共和國中央人民政府之印”的字体，印文从右至左竖着写。

## 历史

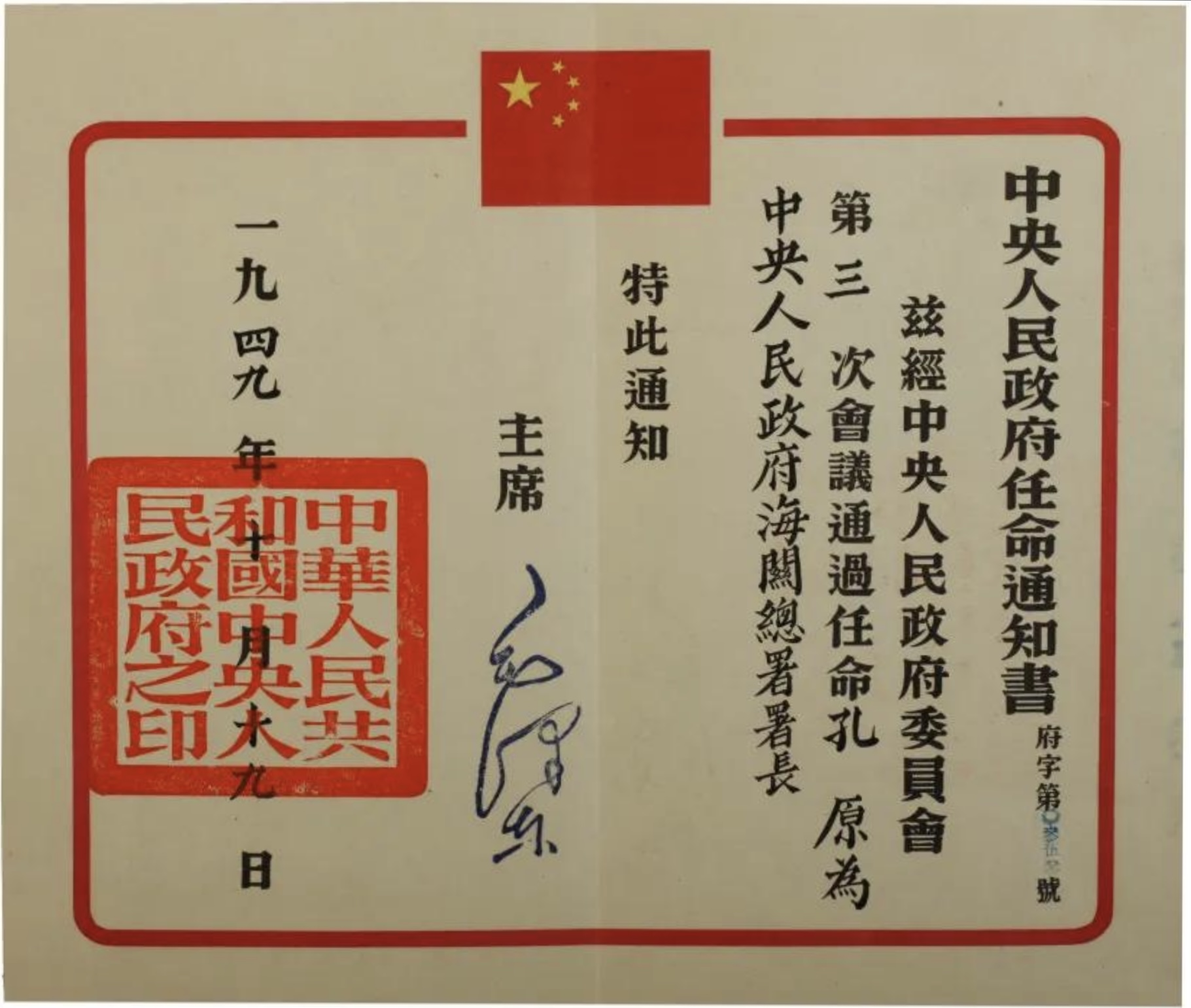
盖有“中华人民共和国中央人民政府之印”的中央人民政府任命通知书

1949年6月11日，周恩来委托陈叔通找一个人来设计政府的印章。陈叔通和齐燕铭一起，邀请治印高手张樾丞、顿立夫、唐醉石和魏长青共同商讨。因为只有张樾丞会刻铜印，最终由张樾丞来完成这一个任务。
几天后，周恩来召集张樾丞和一些专家讨论并决定国玺的设计。
1949年9月27日，中国人民政治协商会议第一届全体会议将国名“中华人民共和国”最终确定后，国印即文“中华人民共和国中央人民政府之印”也随之确定。经过几个月的讨论，印文只剩下了四个候选设计方案，这四种设计主要在字体上有所不同，分别为隶书、宋体、秦篆和汉篆。
1949年10月1日，中华人民共和国中央人民政府成立，控制包括国印在内的所有用于通过法律、命令以及行使其他权力的印章。
1949年10月27日，宋体印章的设计得到了毛泽东和周恩来的批准，国印交付刊铸。
1949年10月31日，印章镌刻完成并上交使用。
1954年9月，《中华人民共和国宪法》规定国务院为最高国家权力执行机关，“中华人民共和国中央人民政府之印”移交给国务院。
1959年5月，国务院秘书厅将该印拨交到中国国家博物馆。